# قنطبرية
قنطبرية أو قنتبرية أو كنتبرية أو كنتبريا أو كانتابريا (بالإسبانية: Cantabria) منطقة تقع في شمال إسبانيا، وهي واحدة من سبعة عشر منطقة حكم ذاتي في إسبانيا.
عاصمتها مدينة سانتاندير.

## التسمية
هناك عدة نظريات حول أصل التسمية، يقول التفسير الأكثر قبولاً أن الكلمة مزيج من كلمتين من اللغة الكلتية وليغورية: (-cant) بمعنى «صخر» أو «حجر»، و (abr-) وهي كلمة متداولة كثيراً في الشعوب الكلتية. مما يجعل اسم كنتبرية يعني حرفياً «سكان الجبال»، نظراً للتضاريس الجبلية لمنطقة كنتبرية.

## الجغرافيا
تقع كنتبرية في شمال إسبانيا، يحدها من الشمال بحر كنتبرية، ومن الجنوب منطقة قشتالة وليون، ومن الشرق منطقة إقليم الباسك، ومن الغرب منطقة أشتورية.
تبلغ مساحة كنتبرية 5.321 كم² (خامس عشر أكبر منطقة من حيث المساحة في إسبانيا)، هي منطقة ذات طابع جبلي وساحلي وذات تراث طبيعي مهم. تقع 40 % من أراضي كنتبرية على ارتفاع 700 متر فوق مستوى سطح البحر.
تنقسم منطقة كنتبرية إلى ثلاث مناطق جغرافية رئيسية:
- لا مارينا: هي عبارة شريط ساحلي منخفض، ذات الوديان المنخفضة.
- لا مونتانيا: حاجز طويل من الجبال الوعرة بمحاذاة البحر، تشكل جزءا من سلسلة جبال سانتاندير والمكونة من الحجار الجيرية. أعلى قمة جبلية في كنتبرية هي قمة توري بلانكا 2.619 متر.
- الوديان الجنوبية: منطقة غنية بأشجار السنديان البرانسي والصنوبر البري.

### المناخ
يتميز كنتبرية بمناخ محيطي، بدرجات الحرارة معتدلة وسقوط الأمطار الغزيرة والمستمرة طيلة السنة، ساهم في ذلك موقعها الجغرافي قرب المنطقة بحر كنتبرية والتي تعمل كعازل حراري تمنع الارتفاع الزائد لدرجات الحرارة خلال النهار وانخفاض الزائد في درجات الحرارة خلال الليل.
يبلغ المتوسط السنوي لدرجات الحرارة في كنتبرية 14 درجة مئوية، معدل سقوط الأمطار فيها يزيد عن الـ 800 ملم في السنة، بينما في الساحل تزيد عن 1200 ملم/سنة، وفي المناطق الجبلية 1600 ملم/سنة.

### الأنهار
أهم أنهار كنتبرية:
- نهر إبرة (Río Ebro)
- نهر أسون (Río Ason)
- نهر مييـرا (Río Miera)
- نهر باس (Río Pas)
- نهر ساخا (Río Saja)
- نهر نانسـا (Río Nansa)
- نهر ديفا (Río Deva)

## التاريخ

### العصور القديمة
- 218 قبل الميلاد: غزو الإمبراطورية الرومانية لشبه الجزيرة الإيبيرية.
- 29 قبل الميلاد: الإمبراطورية الرومانية تشن حملة عسكرية ضد كنتبرية لضم المنطقة إلى أراضيها.
- 19 قبل الميلاد: وقوع المنطقة تحت هيمنة الإمبراطورية الرومانية.
- القرن الرابع بعد الميلاد: المنطقة تعلن استقلالها عن الإمبراطورية الرومانية.
- 409: دخول جرمانيون إلى شبه الجزيرة الإيبيرية.
- 414: قيام الإمبراطور الروماني هونوريوس بإرسال القوط الغربيين إلى شبه الجزيرة الإيبيرية لمحاربة الجرمانيون.
- 574: سقوط المنطقة تحت سيطرة المملكة القوطية تحت قيادة الملك ليوفيجيلدو.

### العصور الوسطى
- 683: تأسيس دوقية كنتبرية، التابعة للمملكة القوطية.
- 714: وصول المسلمون إلى حدود كنتبرية.
- 718: تأسيس مملكة أستورياس بعد انهيار المملكة القوطية، والقيام بضم منطقة كنتبرية لها.
- 722: اندلاع معركة كوفادونجا بين المسلمين ومملكة أستورياس.
- 737: وفاة بيلايو من أَسْتُورِيش ملك ومؤسس مملكة أستورياس، وتولي ابنه ألفونسو الأول حكم المملكة.
- 850: أمر الملك أوردويو الأول بتأهيل المنطقة بالسكان.
- القرن العاشر: قامت مملكة قشتالة بضم المنطقة إلى أراضيها
- 1230: اتحاد مملكة ليون ومملكة قشتالة تحت اسم تاج قشتالة.
- 1469: اتحاد تاج مملكة قشتالة ومملكة أرغون.

### العصور الحديثة
- 1753: تطور اقتصادي لمنطقة كنتبرية، بناء ميناء في مدينة سانتاندير.
- 1808: احتلال فرنسا للمنطقة.
- يوليو 1812: تحرير المنطقة من الاحتلال الفرنسي.
- 11 يناير 1982: إصدار النظام الأساسي للحكم الذاتي في المنطقة.

## التقسيمات الإدارية
تنقسم منطقة كنتبرية إلى مقاطعة رئيسية واحدة، وهي:
| المقاطعة | الاسم بالإسبانية | عدد السكان | عدد البلديات |
| -------- | ---------------- | ---------- | ------------ |
| كنتبرية  | Cantabria        | 593.121    | 102          |